# Кортіна-д'Ампеццо (хокейний клуб)
Хокейний клуб «Кортіна-д'Ампеццо» (італ. Sportivi Ghiaccio Cortina) — хокейний клуб з м. Кортіна-д'Ампеццо, Італія. Заснований у 1924 році. Виступає в Серії А. Домашні матчі проводить на «Олімпійському стадіоні».

## Історія

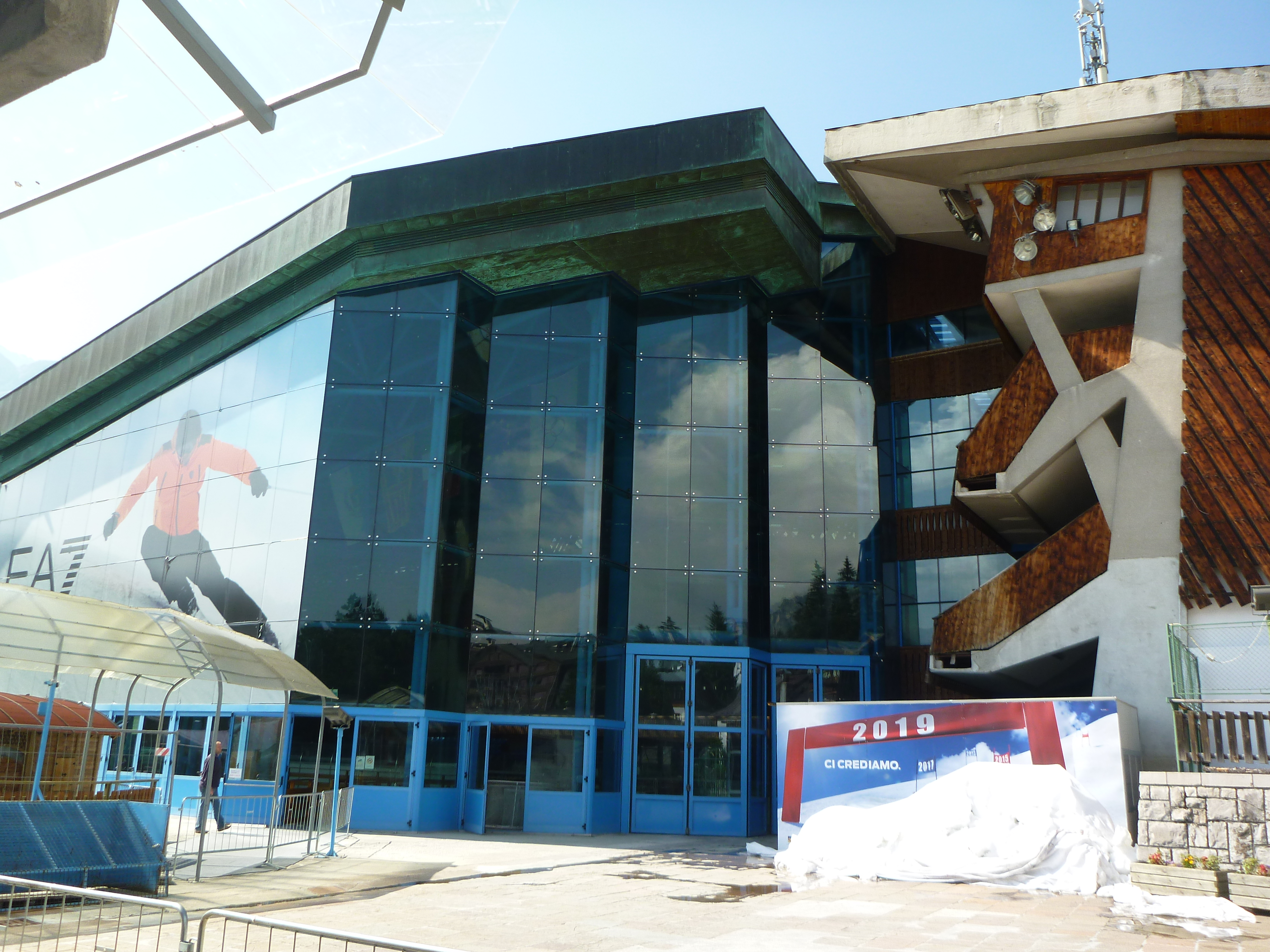
«Олімпійський стадіон», домашня арена ХК «Кортіна-д'Ампеццо»

Заснований клуб у 1924 році, як хокейний клуб Кортіна, у 1956—1960 — «Кортіна», у 1961—1967 — «Кортіна-Рекс». Клуб домінував у чемпіонаті Італії кінець 50-х середина 70-х років, ставши 14 разів чемпіоном та ще двічі переміг у Кубку Італії.
У 90-х роках клуб мав проблеми з освітленням на стадіоні (воно просто було відсутнє) тому об'єднався із клубом Мілан Сайма і фактично виступав під цим ім'ям до 1998 року коли клуб змінив назву на Мілан Вайперз.
У сезоні 2008/09 ХК «Кортіна-д'Ампеццо» остаточно повертається до рідного міста під сучасною назвою. Сезон 2010/11 років команда провела на межі банкрутства, але тодішній президент клубу Александр Мозер зберіг і клуб і місце в Серії А. Наступного сезону хокеїсти Кортіни здобули третій Кубок Італії.
6 серпня 2014 року клуб відзначив своє 90-річчя з дня заснування. На цю честь провели турнір участь у якому брали також «Металург» (Магнітогорськ) та «Ред Булл» (Зальцбург).

## Досягнення
- Чемпіон Італії — 18

1932, 1957, 1959, 1961, 1962, 1964, 1965, 1966, 1967, 1968 , 1970, 1971, 1972, 1974, 1975, 2007, 2023, 2025
- Кубок Італії — 3

1973, 1974 та 2012

## Відомі гравці
- Пітер Каспарссон
- Тоні Туццоліно
- Метт Каллен
- Їржі Новак
- Рон Флокгарт